# Palackého (Praha)
Palackého ulice na Novém Městě v Praze je spojnicí mezi Jungmannovou a Vodičkovou ulicí. Nazvaná je podle významného českého historika, politika a spisovatele Františka Palackého.

## Historie a názvy
Historické názvy ulice:
- 1383 - první písemná zmínka o ulici používá název Tandléřská či Tandlířská podle obchodníků se starým šatstvem
- 15. století - "Nová Pasířská" (na rozdíl od "Staré Pasířské", severní části dnešní Vodičkovy)
- 16. století - Pasířská ("Stará Pasířská" od druhé poloviny 15. století měla současný název Vodičkova)
- 1876 - 1942 - Palackého
- 1942 - 1945 - Pasířská
- od roku 1945 má současný název Palackého.

## Významné stavby

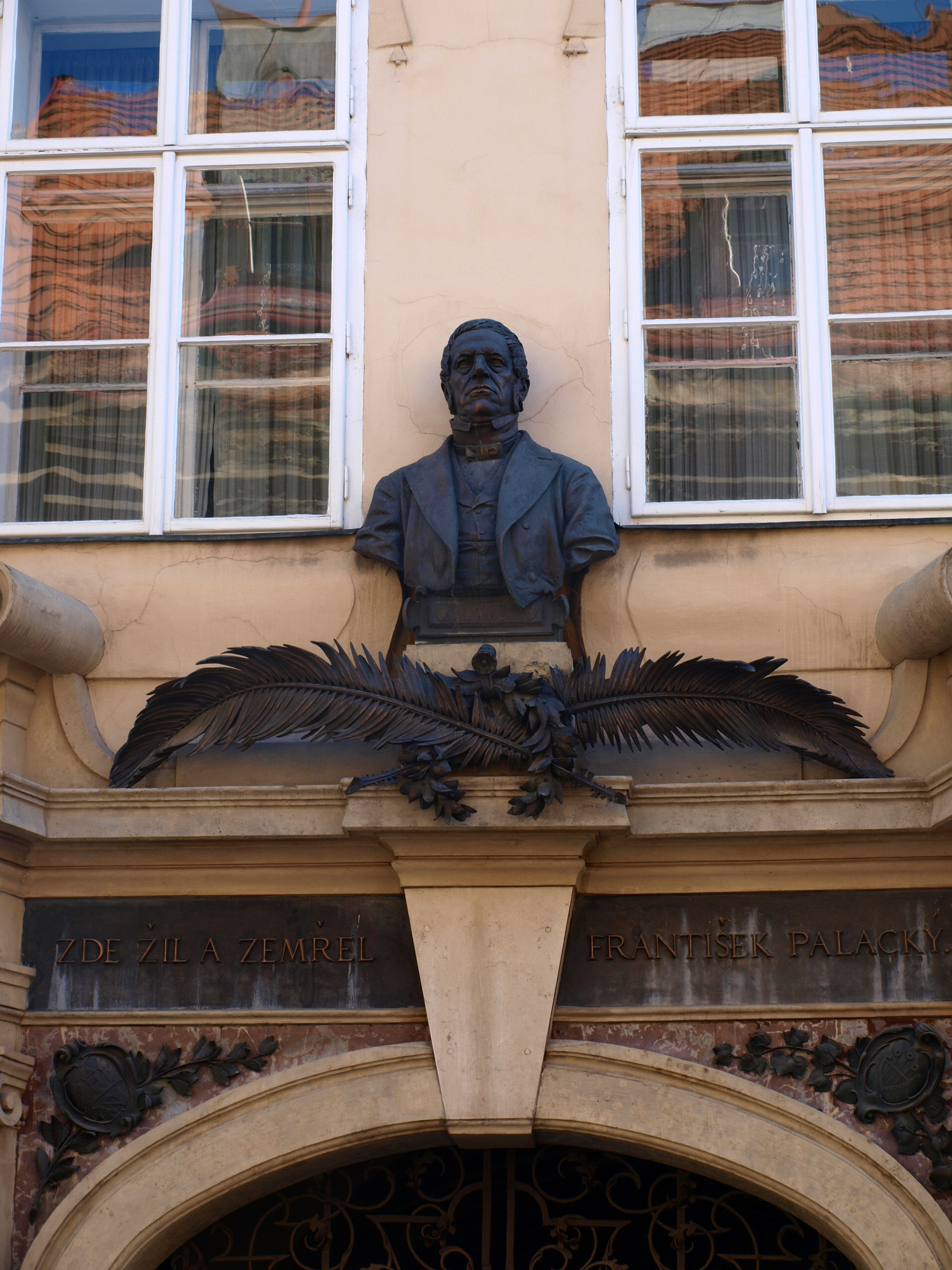
MacNevenův palác, busta Františka Palackého

Domy jsou číslovány vzestupně od Jungmannovy ulice směrem k Vodičkově ulici, tj. podle tehdejšího zvyku od řeky do vnitrozemí.
- Palackého 2 - čp. 738/II, nárožní dům do Jungmannovy ulice, zvaný Kostelákovský nebo Přeštický, barokní dvojdům se dvěma trakty a dvěma dvory, přestavěný roku 1880 na novorenesanční. Zde v 1.patře býval ve 2.třetině 19. století slavný společenský salón lékaře a poslance říšské rady MUDr. Václava Staňka, který ráda navštěvovala Božena Němcová. Na fasáde do Jungmannovy ulice je pamětní deska.
- Palackého 3 - čp. 721/II, měšťanský dům, původně gotický, barokně přestavěný v letech 1708-10[2], fasáda od arch. Františka Niklase
- Palackého 4 - čp. 722/II, barokní dům "U Kochánků" s kdysi proslulou restaurací "U Šuterů", stojí na místě části zahrady někdejšího karmelitánského kláštera u Panny Marie Sněžné
- Palackého 5 - čp. 720/II, klasicistní dům, ve kterém zemřel básník Vítězslav Hálek (pamětní deska). Kolem roku 1890-1905 zde měl ateliér fotograf Rudolf Bruner-Dvořák, který portrétoval členy Riegrovy rodiny. Roku 1908 zde Matěj Blecha upravil sál pro Bioskopické divadlo.
- Palackého 7- čp. 719/II, MacNevenův palác, nazvaný podle irské emigrantské rodiny, vlastníků z let 1762-1805. Rokoková stavba na základech renesančního domu byla přestavěná kolem roku 1770 podle projektu architekta Ignáce Palliardiho, od roku 1930 zpřístupněná jako Památník Františka Palackého a Františka Ladislava Riegra a roku 1962 rodinou Riegrových předána i s mobiliářem Národnímu muzeu; nad vchodem busta Františka Palackého od J. V. Myslbeka (1885)[3]. Levé (severní) křídlo paláce bylo zbouráno pro třípatrovou přístavbu Matěje Blechy. Ve dvoře čtyřpatrový nájemní dům Albína Bráfa - stojí na místě části zahrady někdejšího karmelitánského kláštera u Panny Marie Sněžné. Dům je chráněná památka ÚKSP.
- Palackého 9 - čp. 718/II, konstruktivistická stavba s železobetonovou konstrukcí, podle projektu architekta Františka Zelenky z let 1937-1938, realizoval ji stavitel František Fuchs; uliční fasáda znetvořena úpravami z 60. let 20. století
- Palackého/Vodičkova 23- čp.715/II, novorenesanční nárožní dům, projektoval Achille Wolf, stavba z let 1884-1886, portikus s litinovými sloupy v okoseném nároží vede do pěti prostor rozlehlého obchodu, v 1. polovině 20. století proslulého lahůdkářství firmy Antonín Dřeva s vlastní pražírnou kávy.